# Parque nacional Bournda
Bournda es un parque nacional en Nueva Gales del Sur (Australia), ubicado a 345 km al suroeste de Sídney. En el parque hay lagos de agua dulce y salada, una laguna, un arroyo y múltiples playas. Entre las principales actividades para los visitantes están la natación, pesca, remo y marcha. Hay una zona para acampar en Playa Hobart, en la costa sur del lago Wallagoot.